# Кирилюк Оксана Юріївна
Оксана Юріївна Кирилюк (нар. 26 червня 1969, Київ, УРСР) — українська футболістка, захисниця.

## Життєпис
Народилася в Києві. Дорослу футбольну кар'єру розпочала 1988 року в баришівській «Ниві», за яку виступала до 1990 року. У 1991 році переїхала до Росії, де виступала в раменському «Текстильнику». У 1994 році підсилила «Калужанку», у футболці якої провела 11 поєдинків. Проте по ходу вище вказаного сезону повернулася до Текстильника, де 1996 року й завершила кар'єру гравчині.

## Особисте життя
Сестра, Лілія Кирилюк, також професіональна футболістка.

## Досягнення
- Чемпіонат ВДФСТП
  -  Чемпіон (1): 1989

- Чемпіонат СРСР
  -  Чемпіон (2): 1990, 1991